# Mary Jane's Last Dance
Mary Jane's Last Dance is een nummer van de Amerikaanse rockband Tom Petty & the Heartbreakers uit 1993. Het is, samen met "Something in the Air", een van de twee nieuwe nummers op het Greatest Hits-album van de band.
Er wordt gespeculeerd dat "Mary Jane's Last Dance" over blowen gaat, omdat Mary Jane een van de vele bijnamen van is van cannabis. De bandleden van Tom Petty & the Heartbreakers doen er echter nogal vaag over en laten in het midden of het over drugsgebruik gaat of over een pijnlijk afscheid van een geliefde. Petty ligt een jaar voor de opname van dit nummer namelijk in scheiding met zijn vrouw Jane.
Het nummer werd enkel in Noord-Amerika en Nederland een hit. In de Amerikaanse Billboard Hot 100 haalde het de 14e positie, en in de Nederlandse Top 40 de 35e.
In 2006 beweerde een Amerikaans radiostation dat de Red Hot Chili Peppers plagiaat hadden gepleegd, omdat de gitaarlijn van hun hit Dani California erg lijkt op die van "Mary Jane's Last Dance". Tom Petty reageerde daarop door te zeggen dat hij dat niet erg vond, en dat hij de Peppers niet voor de rechter ging slepen. Ook zei Petty dat heel veel rocknummers op elkaar lijken.

## NPO Radio 2 Top 2000
| Nummer met noteringen in de NPO Radio 2 Top 2000 | '17  | '18  | '19  | '20  | '21  | '22  | '23  | '24  |
| ------------------------------------------------ | ---- | ---- | ---- | ---- | ---- | ---- | ---- | ---- |
| Mary Jane's Last Dance                           | 1158 | 1480 | 1575 | 1453 | 1574 | 1514 | 1570 | 1570 |

1. ↑  Een vetgedrukt getal geeft de hoogste notering aan.
2. ↑  2017 was het eerste jaar met een notering voor dit nummer.